# Eupsophus roseus
Eupsophus roseus, conocido comúnmente como sapo rojo o sapo rosado, es una especie de anfibio anuro endémica de los bosques templados de Chile.

## Descripción
Es un anuro de tamaño grande en comparación a las demás especies del género Eupsophus, pudiendo alcanzar los 40 mm de longitud. Exhibe, por otra parte, una cabeza redonda y ancha, extremidades gruesas y con dedos libres, un tímpano circular y una piel lisa y  porosa, la cual frecuentemente presenta una estría clara mediana en la región dorsal.

## Hábitat y conservación
Habita en los bosques de Nothofagus en la hojarasca o debajo de troncos cercanos a cursos de agua.
Un estudio científico de 2023 predijo que, de continuar la actual tendencia climática, esta especie vería reducido su rango de distribución, amenazando seriamente su supervivencia.

## Galería

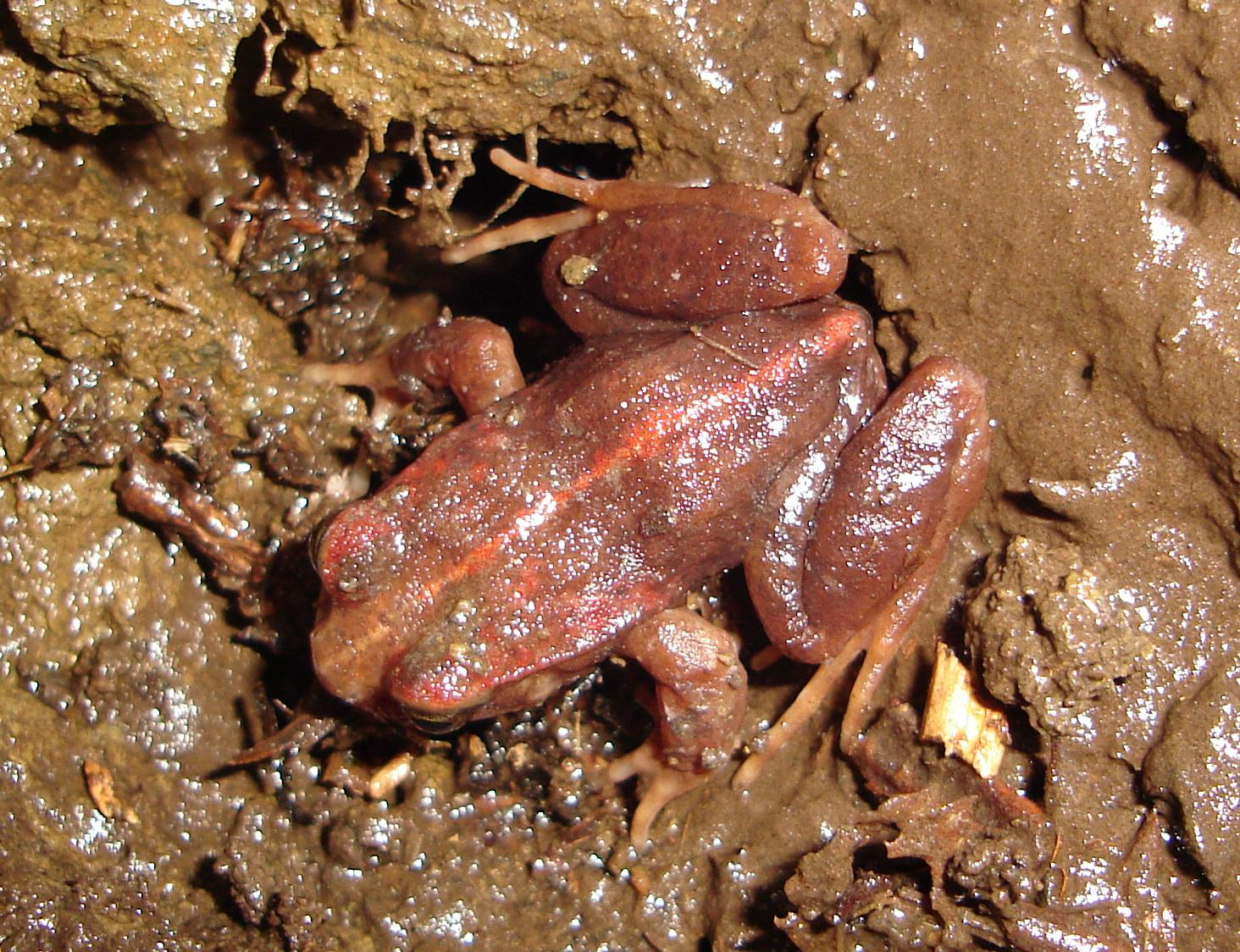
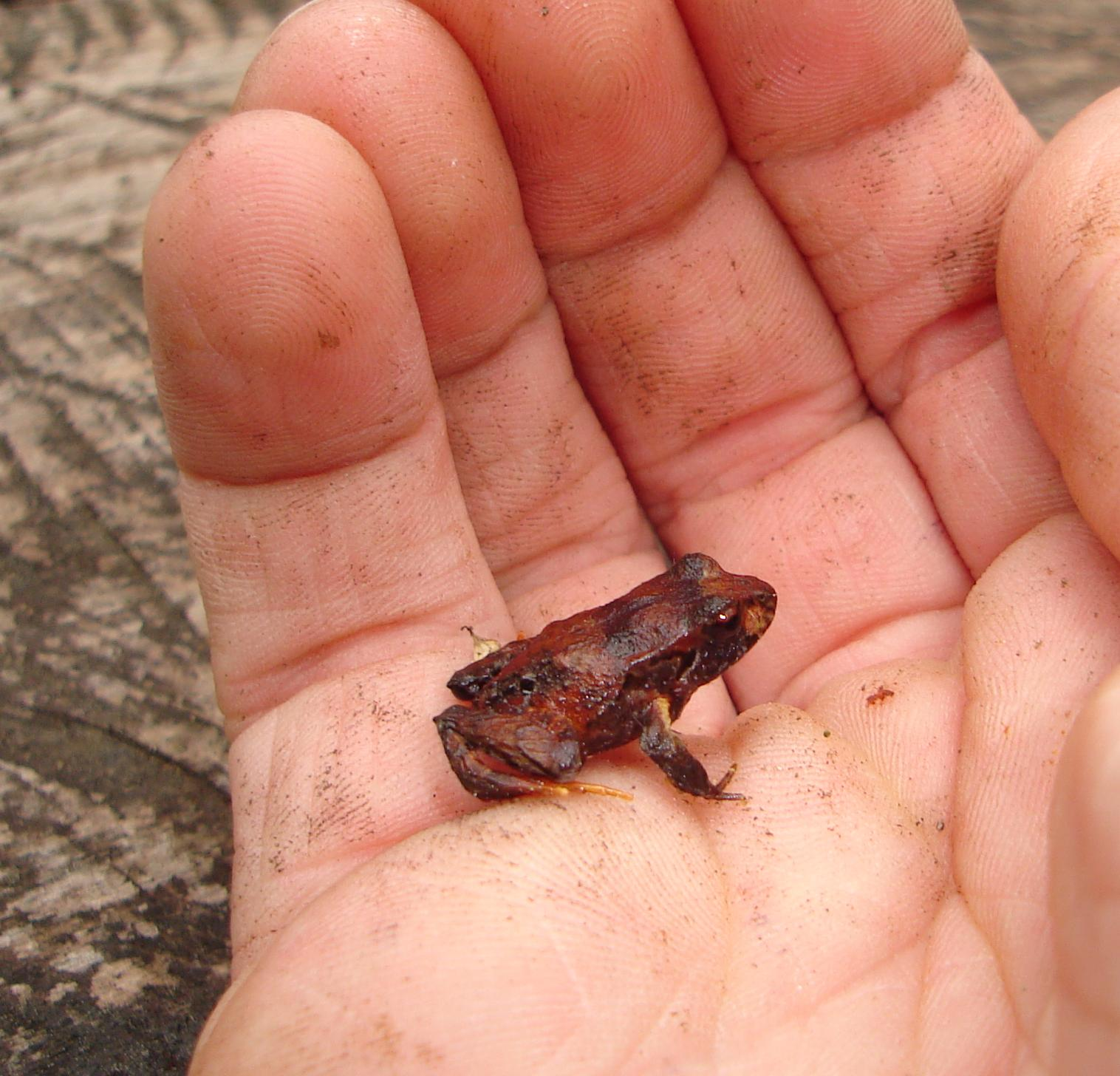
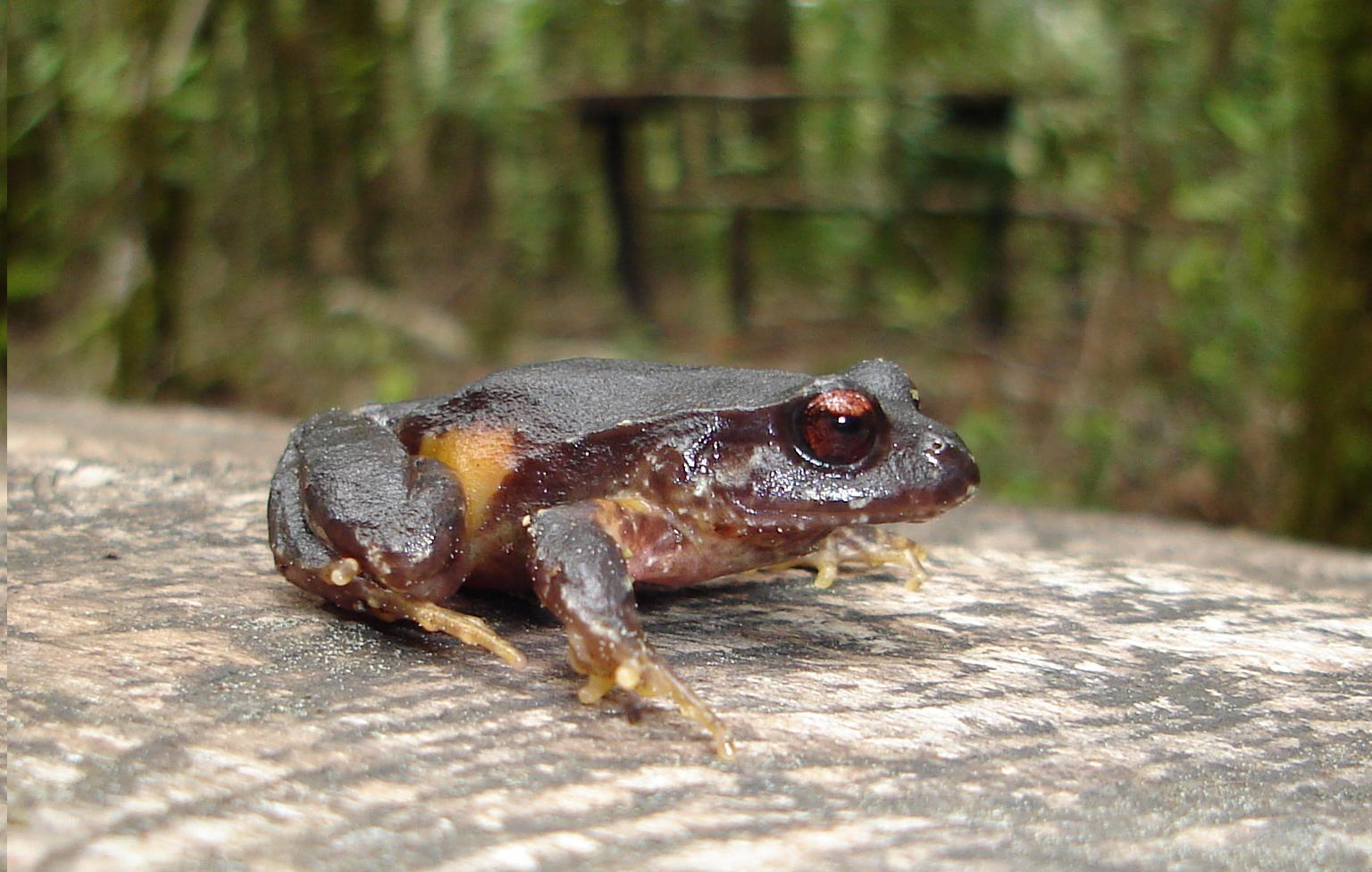
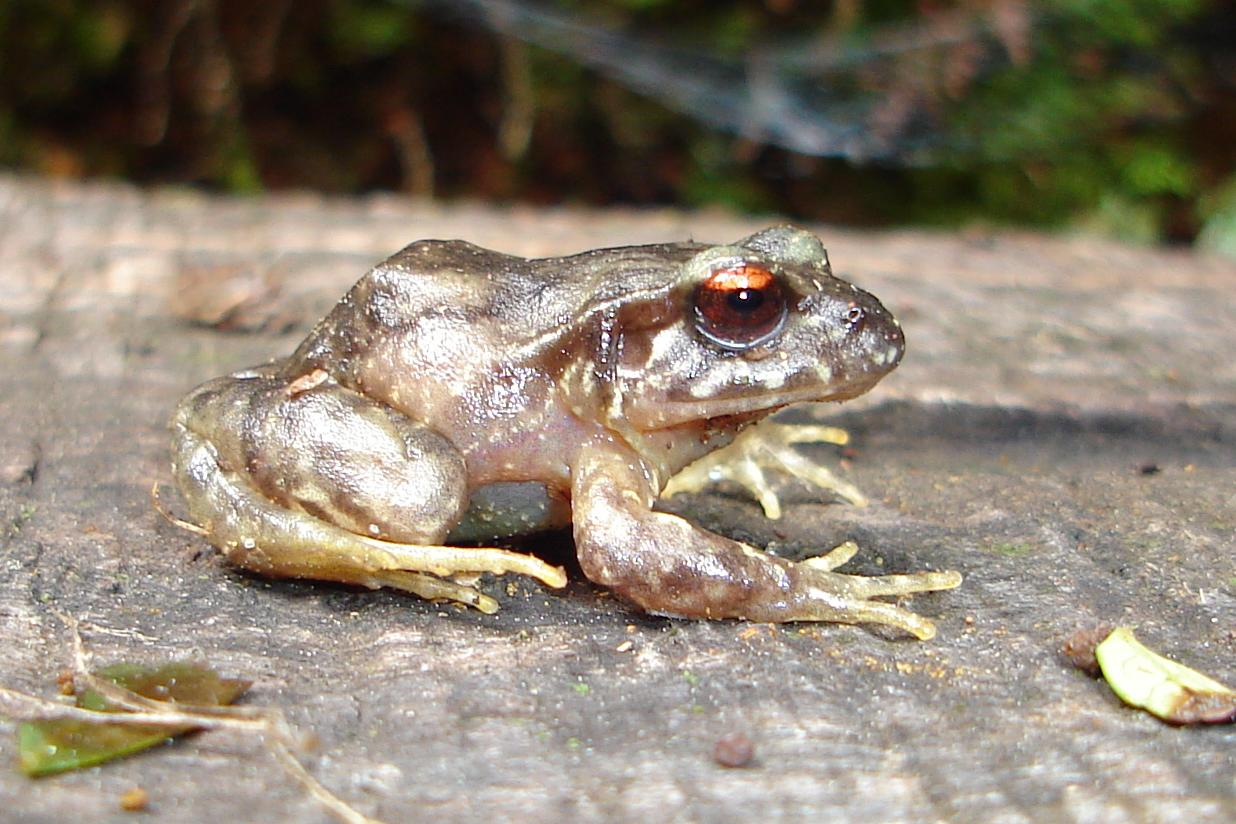